# Університет Каліфорнії у Санта-Крусі
Університет Каліфорнії у Санта-Крусі (англ. University of California, Santa Cruz; відомий також як UC Santa Cruz та UCSC) — громадський дослідницький університет в Санта-Крус, Каліфорнія, США. Один з 10 кампусів Університету Каліфорнії.

## У масовій культурі
- У Каліфорнійському університеті Санта-Крусу відбуваються події фільму «Блиск слави» 1995 року.

## Відомі випускники
- Г'юі Персі Ньютон (1942—1989) — американський громадський активіст, правозахисник, один із засновників Партії чорних пантер.
- Джейн Енн Кренц (1948) — американська письменниця, авторка численних бестселерів: любовних та історичних романів з елементами фентезі та саспенсу.
- Кетрін Салліван (1951) — американська астронавтка (три місії програми Space Shuttle), перша американка у відкритому космосі (11 жовтня 1984).
- Стівен Говлі (1951) — американський астронавт; учасник п'ять космічних польотів у 1984—1999 рр.
- Дебра Фішер (1951) — викладачка астрономії в Єльському університеті, головна дослідниця групи пошуку екзопланет, учасниця команди, що відкрила першу багатопланетну систему.
- Емі Тан (1952) — американська письменниця китайського походження, авторка повісті «Клуб веселощів і удачі».
- Віктор Дейвіс Генсон (1953) — американський військовий історик, провідний дослідник Стенфордського інституту Гувера.
- Пет Мерфі (1955) — американська письменниця, акторка книг у жанрі наукової фантастики та фентезі, зокрема психологічного фентезійного роману «Жінка, що падає» (1986).
- Еллі Вокер (1961) — американська акторка («Санта-Барбара», «Універсальний солдат», «Колонія»).
- Олексій Ситников (1962) — російський політтехнолог, доктор психологічних та економічних наук, політичний консультант Юлії Тимошенко, Бориса Єльцина, Едуарда Шеварнадзе, Беньяміна Нетаньягу та інших лідерів.
- Сьюзан Войчицькі (1968) — головна виконавча директорка (з 2014) компанії YouTube, LLC.
- Ребекка Ромейн (1972) — американська акторка («Люди Ікс», «Бібліотекарі» тощо) та супермодель.
- Мая Рудольф (1972) — американська акторка, комедіантка та співачка.
- Кері Фукунага (1977) — американський режисер («Джейн Ейр», «Справжній детектив» тощо), кінооператор, сценарист та продюсер
- Енді Семберг (1978) — американський комік, лауреат премії «Золотий глобус» за головну роль у телесеріалі «Бруклін 9-9».
- Костянтин Батигін (1986) — американський астроном російського походження, викладач Каліфорнійського технологічного інституту, автор гіпотези про дев'яту планету Сонячної системи.